# Jembangan (Punggelan)
Jembangan is een bestuurslaag in het regentschap Banjarnegara van de provincie Midden-Java, Indonesië. Jembangan telt 4926 inwoners (volkstelling 2010).